# 前田利治
前田 利治（まえだ としはる）は、江戸時代前期の大名。加賀国大聖寺藩の初代藩主。大聖寺前田家の祖。小堀政一（遠州）から手ほどきを受けた茶人であった。

## 生涯
元和4年（1618年）、加賀藩3代藩主・前田利常の三男として誕生する。
寛永16年（1639年）、父・利常が隠居するにあたり、江沼郡を中心に7万石を分封される。当初、鉱山の開発に力を注ぎ、領内に金山銀山を発見した。この鉱山開発の途上で見つかった良質の陶土と、利治が茶人であったことが、後の九谷焼の生産に結びついた。
万治3年（1660年）に死去。享年43。跡を弟で養子・利明が継いだ。

## 系譜
父母
- 前田利常（父）
- 珠姫 ー 徳川秀忠の次女（母）

正室
- 徳、長松院 ー 上杉定勝の娘

養子
- 前田利明 ー 実弟